# Hanconggou
Hanconggou (kinesiska: 寒葱沟, 寒葱沟镇) är en köping i Kina. Den ligger i provinsen Heilongjiang, i den nordöstra delen av landet, omkring 620 kilometer nordost om provinshuvudstaden Harbin. Antalet invånare är 12 175. Befolkningen består av 5 383 kvinnor och 6 792 män. Barn under 15 år utgör 16,0 %, vuxna 15-64 år 80 %, och äldre över 65 år 3,0 %.
Genomsnittlig årsnederbörd är 910 millimeter. Den regnigaste månaden är juli, med i genomsnitt 171 mm nederbörd, och den torraste är februari, med 17 mm nederbörd.